# Donghae
Donghae ist eine Stadt in der Provinz Gangwon in Südkorea. An der Ostküste am Japanischen Meer gelegen ist sie Heimat der beiden Häfen Mukho und Donghae. Bis zum 5. Dezember 1986 wurde letzterer Bukpyeong genannt. Die Stadt hatte bis Ende 2019 eine regelmäßige Fährverbindung mit Wladiwostok in Russland und Sakaiminato in Japan. Auf der Strecke wurde die Eastern Dream eingesetzt. Die südkoreanische Marine unterhält in Donghae das Hauptquartier ihrer ersten Flotte.

## Geschichte
- 1631: Im 9. Jahr der Herrschaft von König Injo (kor. 인조, Hanja 仁祖) der Joseon-Dynastie wird ein Dorf names Bakgok-ni (kor. 박곡리, Hanja 朴谷里) im Distrikt Samcheok (kor. 삼척, Hanja 三陟) in lokalen Aufzeichnungen erwähnt.
- 1648: Im 26. Jahr der Herrschaft von König Injo (kor. 인조, Hanja 仁祖) der Joseon-Dynastie wird ein Dorf names Mangsang-ni (kor. 망상리, Hanja 望祥里) im Distrikt Gangneung (kor. 강릉, Hanja 江陵) in lokalen Aufzeichnungen erwähnt.
- 11. August 1941: Eröffnung des Hafens von Mukho (kor. 묵호항, Hanja 墨湖港).
- 1. November 1942: Die Gemeinde Mangsang (kor. 망상면, Hanja 望祥面) im Landkreis Gangneung wird zur Kleinstadt Mukho (kor. 묵호읍, Hanja 墨湖邑) ernannt.
- 1. Juli 1945: Die Gemeinde Bukpyeong (kor. 북평면, Hanja 北坪面) im Landkreis Samcheok (kor. 삼척군, Hanja 三陟郡) wird zur Kleinstadt Bukpyeong (kor. 북평읍, Hanja 北坪邑) ernannt.
- 8. Februar 1979: Eröffnung des Hafens von Bukpyeong (kor. 북평항, Hanja 北坪港).
- 28. Dezember 1979: Durch das Gesetz Nr. 3188 wird die Stadt Donghae (kor. 동해시, Hanja 東海市) gegründet.
- 1. April 1980: Eingemeindung der Kleinstädte Mukho kor. 묵호읍, Hanja 墨湖邑 und Bukpyeong.
- 5. Dezember 1986: Der Hafen von Bukpyeong wird in den Hafen von Donghae (kor. 동해항, Hanja 東海港) umbenannt.

## Ereignisse
Im November 2022 war die Stadt erstmals Austragungsort der Dreiband-Weltmeisterschaft. Sieger wurde der Türke Tayfun Taşdemir vor Rubén Legazpi aus Spanien.

## Partnerstädte
Tsuruga, Japan (13. April 1981)

 Nachodka, Russland (10. Dezember 1991)

 Tumen, China (28. April 1995)

 Federal Way, USA (1. April 2000)